# 4-Hydroxyphenylbrenztraubensäure
4-Hydroxyphenylbrenztraubensäure ist eine chemische Verbindung die im Stoffwechsel als Metabolit im Phenylalanin-Tyrosin-Weg auftritt. Sie spielt eine Rolle bei der Synthese von Neurotransmittern wie Dopamin und Noradrenalin.

## Vorkommen
4-Hydroxyphenylbrenztraubensäure kommt vermehrt im Blut bei der Erkrankung Tyrosinose beim Abbau von Tyrosin durch die 4-Hydroxyphenylpyruvat-Dioxygenase vor.

## Eigenschaften
4-Hydroxyphenylbrenztraubensäure ist ein weißes kristallines Pulver, das löslich in Wasser ist.

## Verwendung
4-Hydroxyphenylbrenztraubensäure kann zur Leberfunktionsprüfung verwendet werden.